# L'Isle joyeuse
L'Isle joyeuse est une pièce pour piano de Claude Debussy publiée en 1904 avec Masques.

## Histoire
Claude Debussy compose cette pièce entre 1903 et août 1904. Elle est créée par Ricardo Viñes à Paris, au Concert Parent, 18 février 1905.

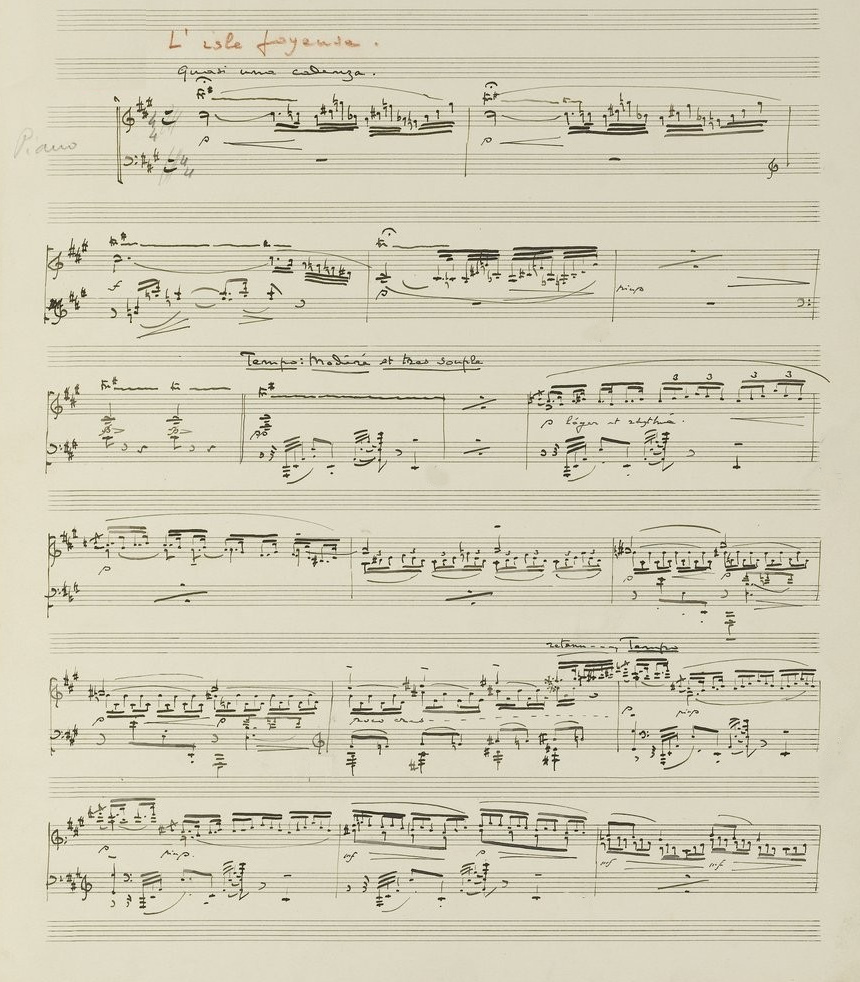
Première page de la partition autographe (BnF).

L'Isle joyeuse a été inspirée par une œuvre de Watteau de 1717, Le Pèlerinage à l'île de Cythère. Le compositeur revient dans une lettre du 13 juillet 1914 à Désiré Walter sur sa source d'inspiration et précise : 

« On y rencontre des masques de la comédie italienne, des jeunes femmes chantant et dansant ; tout se terminant dans la gloire du soleil couchant. »

 Diffusée par un biographe de Claude Debussy, Léon Vallas, cette inspiration a été nuancée par un autre biographe, Marcel Dietschy, mais elle demeure convaincante pour la plupart des commentateurs de l'œuvre.

Masques et L'Isle joyeuse semblent avoir été toutes deux esquissées plus tôt, lorsque Debussy écrivait, vers 1890, ses mélodies sur des textes de Verlaine. Les musicologues considèrent généralement Masques et L'Isle joyeuse comme des œuvres jumelles, toutes deux influencées par la vie personnelle du compositeur, voyant des rapprochements jusque dans leurs différences : 

« Si l'Isle joyeuse reflète la joie du triomphe solaire de l'amour de Claude et d'Emma Bardac, Masques représente le tunnel oppressant qui y mène. »

« C'est comme si Masques était une danse de mort et L'Isle joyeuse une danse de vie. »

 D'après Roy Howat, le compositeur aurait eu l'intention de construire un triptyque avec ces deux pièces et D'un cahier d'esquisses. 
Roy Howat avance aussi que Claude Debussy aurait été inspiré musicalement par Islamey de Mili Balakirev, que Ricardo Viñes jouait souvent au piano depuis 1902. Le musicologue remarque également des similarités avec la partition de La Mer.
Le chef d'orchestre Bernardino Molinari en a écrit une version pour orchestre en 1917, publiée chez Durand en 1923.

## Analyse

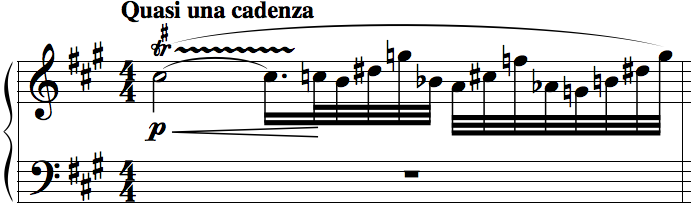
L'Incipit de la pièce.

La partition colorée et brillante de L'Isle joyeuse où le pianiste est invité à modifier sans cesse sa sonorité et à faire preuve de finesse dans le jeu, pourrait illustrer la frivolité, l'insouciance, l'évasion. 
La brève introduction sur un trille est suivie d'un divertissement sur un rythme de habanera ; puis se développe une longue phrase voluptueuse, qui se termine sur un final très vif et brillant. Debussy s'engage dans un univers sonore nouveau avec notamment l'utilisation importante de la gamme par tons et le recours à de nouvelles couleurs musicales.